# Patriciella
Patriciella is een geslacht van kevers uit de familie  
kniptorren (Elateridae).
Het geslacht is voor het eerst wetenschappelijk beschreven in 1950 door Van Zwaluwenburg.

## Soorten
Het geslacht omvat de volgende soort:
- Patriciella australica Van Zwaluwenburg, 1947